# Tahar Bouraba
Tahar Bouraba (en arabe : طاهر بورابة) est un footballeur algérien né le 28 juin 1984 à Bologhine dans la wilaya d'Alger. Il évoluait au poste d'avant-centre.

## Biographie
Il évolue en première division algérienne avec les clubs du MC Alger, de la JSM Béjaïa, du MC Saïda et enfin du CA Batna, puis il termine sa carrière dans des clubs de divisions inférieures. Il dispute 48 matchs en inscrivant trois buts en Ligue 1.

## Palmarès
JSM Béjaïa
- Championnat d'Algérie :
  - Vice-champion : 2010-11.